# Lahnstolz I
Lahnstolz I war der Name eines Fahrgastschiffes, das später auf Wappen von Hannover umgetauft wurde und mittlerweile ins Ausland verkauft worden ist.

## Geschichte
Das Schiff wurde 1959 auf der Schiffswerft Schmidt in Oberkassel gebaut. 1975 gehörte es zur Flotte der Personenschifffahrt Lahnstolz von Edgar und Werner Köpper in Bad Ems, die damals neben der Lahnstolz I auch die Lahnstolz II und die Fortuna betrieben. Diese beiden kleineren Schiffe waren bei Jean Stauf gebaut worden. Die Lahnstolz I war laut Günter Benja im Jahr 1975 für die Beförderung von 200 Fahrgästen zugelassen. Benja gibt als Länge des Schiffes genau 25 Meter an, als Breite 4,6 Meter und als Tiefgang 1,1 Meter. Der 115-PS-Motor erlaubte laut Benja eine Geschwindigkeit von 18 km/h.
Im Jahr 2000 führte Dieter Schubert die Lahnstolz I unter den Schiffen der mittlerweile von Wolfgang Schmitt betriebenen Personenschifffahrt Lahnstolz in Bad Ems. Die Lahnstolz II gehörte damals ebenfalls noch zur Flotte, wohingegen die 1924 gebaute Fortuna nicht mehr in Bad Ems beheimatet war. Schmitt betrieb stattdessen noch die Schiffe Stadt Nassau und Stadt Bad Ems, die beide auf der Lux-Werft gebaut worden waren. Schuberts Angaben zur Lahnstolz I weichen etwas von denen Benjas ab. Schubert gibt an, die Lahnstolz I habe eine Länge von 25,22 Metern, eine Breite von 4,6 Metern und einen Tiefgang von 0,97 Metern und sei mit einer 150-PS-Maschine ausgestattet. Die Höchstzahl der Fahrgäste lag auch im Jahr 2000 noch bei 200.
Spätestens ab 2011 hieß das Schiff Wappen von Hannover und war bei der Ihme-Schifffahrt im Einsatz. Der Motor von Deutz leiste 155 PS. 2018 standen sowohl das Schiff als auch der ganze Betrieb zum Verkauf; im März 2022 wurde gemeldet, die Wappen von Hannover sei nun tatsächlich in neuen Händen und befinde sich bereits in Frankreich.